# NGC 6055
NGC 6055 est une lointaine galaxie lenticulaire située dans la constellation d'Hercule. Sa vitesse par rapport au fond diffus cosmologique est de 11 402 ± 7 km/s, ce qui correspond à une distance de Hubble de 168,2 ± 11,8 Mpc (∼549 millions d'al). NGC 6055 a été découverte par l'astronome américain Lewis Swift en 1886.
Selon la base de données Simbad, NGC 6055 est une galaxie LINER, c'est-à-dire une galaxie dont le noyau présente un spectre d'émission caractérisé par de larges raies d'atomes faiblement ionisés.
NGC 6055 fait partie du superamas d'Hercule. Steinicke utilise la désignation DRCG 34-... pour plusieurs galaxies du superamas d'Hercule. Cette désignation indique que ces galaxies figurent au catalogue des amas galactiques d'Alan Dressler. Le nombre 34 correspond au 34e amas du catalogue, soit Abell 2151, et les chiffres suivant 34 et le tiret indiquent le rang de la galaxie dans la liste.
Pour NGC 6055 la base de données NASA/IPAC utilisent les désignations suivantes : 
- ABELL 2151:[D80] 121  pour le catalogue de Dressler ;
- ABELL 2151:[BO85] 006 pour le l'article de Butcher et Oemler[8] ;
- ABELL 2151:[MGT95] 110 pour l'article Maccagni, Garilli et Tarenghi[9] ;
- ABELL 2151:[CBW93] J pour l'article de Colless, Burstein et Wegner[10].

À ce jour, une mesure non basée sur le décalage vers le rouge (redshift) donne une distance d'environ 131,000 Mpc (∼427 millions d'al). Cette valeur est à l'extérieur des valeurs de la distance de Hubble. Notons cependant que c'est avec la valeur moyenne des mesures indépendantes, lorsqu'elles existent, que la base de données NASA/IPAC calcule le diamètre d'une galaxie et qu'en conséquence le diamètre de NGC 6055 pourrait être d'environ 58,7 kpc (∼191 000 al) si on utilisait la distance de Hubble pour le calculer.

## Identification de NGC 6053, NGC 6055 et de NGC 6057
L'identification de ces trois objets du catalogue NGC est loin de faire l'unanimité parmi les sources consultées, d'où la légende sous la photo de l'infobox (voir l'encadré ci-dessus, à droite), car la majorité de celles-ci ont adopté cette hypothèse. Le tableau suivant présente les divers point de vue.
| PGC       | NASA/IPAC   | Seligman    | HyperLeda | Simbad   | Steinicke   |
| --------- | ----------- | ----------- | --------- | -------- | ----------- |
| PGC 57076 | NGC 6055    | NGC 6057/53 | NGC 6055  | NGC 6055 | NGC 6055    |
| PGC 57088 | non NGC     | non NGC     | NGC 6053  | NGC 6053 | non NGC     |
| PGC 57090 | NGC 6057/53 | NGC 6055    | NGC 6057  | NGC 6057 | NGC 6057/53 |